# South Fork Koyukuk
Pour les articles homonymes, voir South Fork.

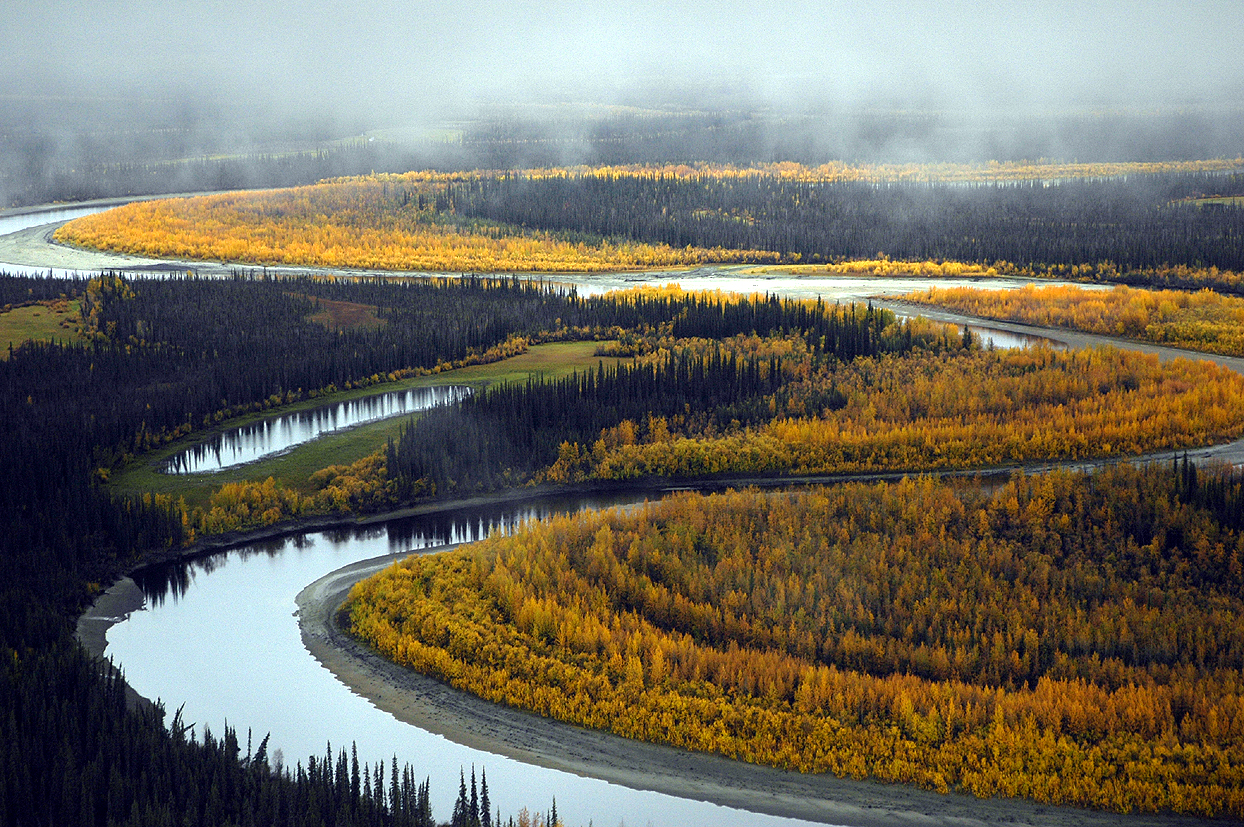
South Fork Koyokuk

La rivière South Fork Koyukuk est un cours d'eau d'Alaska, aux États-Unis situé dans la région de recensement de Yukon-Koyukuk. C'est un affluent de  la rivière Koyukuk laquelle se jette dans le  fleuve Yukon.

## Description
Longue de 140 milles (225 km), elle prend sa source à 8 milles (13 km) du lac Chandalar et coule en direction du sud-ouest pour se jeter dans la rivière Koyukuk à 20 milles (32 km) d'Allakaket.
Son nom local a été référencé en 1899. Ce cours d'eau semble être le même que celui référencé par le lieutenant Allen en 1885 sous le nom Nohoolchintna.

## Affluents
- Fish Creek
- Jim

## Sources
- (en) « South Fork Koyukuk », Geographic Names Information System